# Морозовка (Кузнецкий район)
Морозовка — русская деревня Сюзюмского сельского поселения Кузнецкого района Пензенской области.
Динамика численности населения:
- 1979 год — 197 жителей,
- 1989 год — 128 жителей,
- 1996 год — 121 житель,
- 2004 год — 97 жителей, 36 хозяйств,
- 2010 год — 52 человека.

## Транспорт
Ближайшая железнодорожная станция — Елюзань, также в 0,5 км к северо-востоку располагается железнодорожная станция Сюзюм.

## Экономика
Ранее в Морозовке располагалась узкоколейная железная дорога шпалопропиточного завода (станция Елюзань Куйбышевской железной дороги), которая в настоящее время демонтирована.

## Видео
- Деревня Морозовка, Кузнецкий район (21.08.2022)
- Дорога Елюзань — Морозовка — Сюзюм, Кузнецкий район, Пензенская область (21.08.2022)